# Детмольд (округ)
Адміністрати́вний о́круг Де́тмольд (нім. Regierungsbezirk Detmold) — один з п'яти адміністративних округів Північного Рейну-Вестфалії. Знаходиться на сході землі. Був утворений 21 січня 1947 року. Адміністративним центром округу є місто Детмольд.

## Населення
Населення округу становить 2034163 особи (2011; 2038323 в 2010).

## Адміністративний поділ
Адміністративний округ складається з 6 районів (нім. Kreise) та 1 районного міста (нім. Kreisfreie Städte):
| № | Район/ районне місто | Площа, км² | Населення, осіб (2011) | Центр     |
| - | -------------------- | ---------- | ---------------------- | --------- |
| 1 | Гекстер              | 1200,0     | 145891                 | Гекстер   |
| 2 | Герфорд              | 450,1      | 247754                 | Герфорд   |
| 3 | Гютерсло             | 968,2      | 354622                 | Гютерсло  |
| 4 | Ліппе                | 1246,2     | 349201                 | Детмольд  |
| 5 | Мінден-Люббекке      | 1152,2     | 312208                 | Мінден    |
| 6 | Падерборн            | 1246,2     | 301092                 | Падерборн |
| 1 | Білефельд            | 257,9      | 323395                 | Білефельд |